# Джут (волокно)

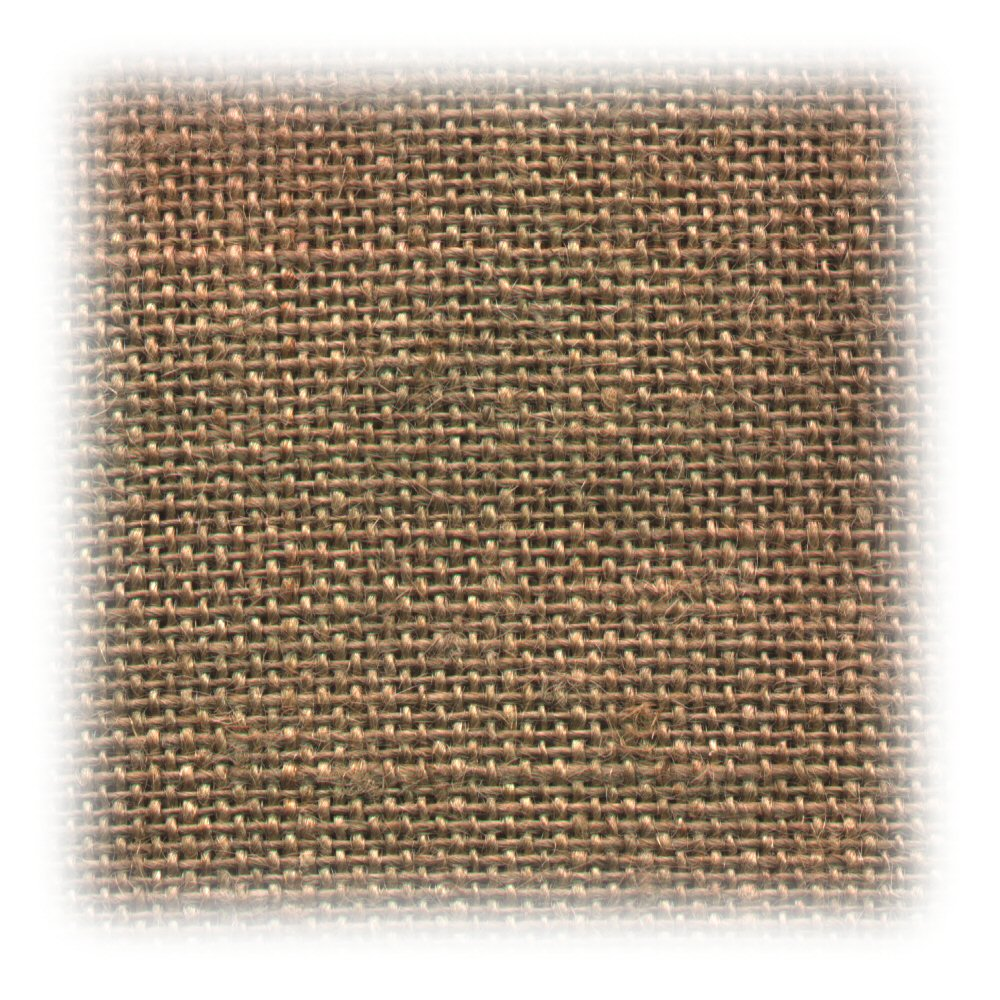
Джут

Кодовий символ вказує, що джут може бути вдруге перероблений

Джут, юта, калькутське прядиво — волокно, текстильний матеріал, що виготовляється з рослин однойменного роду. З цих волокон виробляють переважно мішки та канати. Виробляється у країнах сходу. Нарівні з бавовною, льоном і прядивом, джут належить до найважливіших рослинних волокон. За розмірами споживання у світовому масштабі джут займає друге місце після бавовни, а за дешевизною стоїть на першому місці. Низька ціна була основною причиною його швидкого і повсюдного поширення і, завдяки деяким вигідним особливостям волокна, забезпечила джуту успіх у конкуренції з льоном і прядивом.

## Історія
Історія джуту, як прядильної рослини, бере свій початок у стародавній Індії, і перші згадки про нього можна знайти у священних Ведах. У ті часи джутовий одяг був основною і невід'ємною частиною побуту місцевого населення.
Культура джуту отримала розвиток з середини XIX століття, у зв'язку з його експортом до Європи, спочатку — до Шотландії. До цього часу у всій Європі користувалися мішками і пакувальними тканинами з льону та конопляного прядива.
Золота пора джуту минула наприкінці XX століття з широким впровадженням мішків для сипучих продуктів із тканого поліпропіленового волокна — рафії.
Нині джутова упаковка набуває популярності у харчової промисловості та роздрібній торгівлі як екологічніша альтернатива поліетиленовим пакетам.

## Виробництво
Оскільки ця рослина росте переважно у теплому і вологому тропічному кліматі на родючих ґрунтах, то головними постачальниками джуту є східні країни — Бангладеш, Індія, Єгипет, Китай, Алжир тощо. У Бангладеш існує ціле міністерство джутової промисловості, що займається вивченням нових областей його застосування, оскільки на цій культурі тримається практично вся економіка країни.
У СРСР джут культивувався в Узбекистані, Таджикистані, Киргизстані.
| Найбільші виробники (2011) | Найбільші виробники (2011) | Найбільші виробники (2011) |
| Країна                     | Виробництво (тонн)         |                            |
| -------------------------- | -------------------------- | -------------------------- |
| Бангладеш                  | 1 743 000                  |                            |
| Індія                      | 1 200 600                  |                            |
| КНР                        | 40 000                     |                            |
| М'янма                     | 30 000                     |                            |
| Узбекистан                 | 20 000                     |                            |
| Непал                      | 16 988                     |                            |
| В'єтнам                    | 8 800                      |                            |
| Таїланд                    | 5 000                      |                            |
| Судан                      | 3300                       |                            |
| Єгипет                     | 2200                       |                            |
| Весь світ                  | 3 069 888                  |                            |

Світове виробництво коливається між 2,3 і 2,8 млн тонн при загальній площі вирощування 1,3 млн гектар.

## Застосування
Основним призначенням джутового волокна є його використання у виробництві меблевих і фурнітурних тканин. З вищих сортів джуту, які добре фарбуються і зберігають забарвлення, виробляють меблеві, декоративні та оббивні тканини, килими, доріжки і лінолеум.
Також джут дуже широко використовувався для виробництва харчових мішків. Мішки, виготовлені з цього волокна, не передають вологу продуктам, що знаходяться у них, тому вони зручні для зберігання і перевезення гігроскопічних харчових продуктів (цукор, сіль). Невелика кострубатість і відсутність коротких волокон у пряжі (що характерно для льону і прядива) робила джутові мішки більш цінними, оскільки вони не засмічували продукцію, що в них зберігалась.
Під впливом світла, повітря і вологості міцність джуту швидко падає, але вищі сорти волокна з цієї рослини використовуються для виготовлення мотузок.